# Конделл, Патрик
Па́трик Ко́нделл (кратко Пэт Конделл, англ. Patrick «Pat» Condell; род. 1 ноября 1949) — британский комик, представитель жанра юмористической импровизации, писатель. Вёл комедийные шоу в Великобритании в 80-х и 90-х годах. Ныне стал довольно известным в интернете антиклерикалистом и критиком религии. Родился в Ирландии, рос в Англии и был воспитан в традициях Римско-католической церкви, затем стал атеистом.

## Видео
С начала 2007 года Патрик Конделл начал записывать и размещать на публичных интернет-сайтах короткие видеоролики с монологами на антирелигиозные и политические темы. Будучи атеистом, в своих роликах он много говорил о вреде религии, абсурдности христианских догм, противоречиях в Библии. Конделл сурово критиковал ислам за нарушения прав человека, женоненавистничество, разжигание ненависти и критиковал развитые страны за терпимость к этим нарушениям и чрезмерную толерантность в целом. Конделла много раз обвиняли в расизме и исламофобии, его ролики на YouTube подвергались цензуре, сам он сообщал, что получает множество угроз от мусульман за свои высказывания.
Большинство роликов можно посмотреть на канале Пэта Конделла на YouTube. К 2011 году Пэт Конделл опубликовал более 80 видео на различные темы. Количество просмотров измеряется десятками миллионов. Его монологи стали особенно популярны в Англии, где его YouTube-канал вошёл в десятку самых популярных по числу подписчиков.
По состоянию на январь 2019 год на канал подписано свыше 342 тыс. пользователей.